# Hiroshi
Hiroshi (jap. ひろし, ヒロシ) – popularne męskie imię japońskie.

## Możliwa pisownia
Hiroshi można zapisać używając wielu różnych znaków kanji i może znaczyć m.in.:
- 寛, „hojny”[1] (Występuje także inna wymowa tego imienia: Yutaka)
- 博, „wystawa”
- 浩, „wielki”
- 弘, rozległy” (Występuje także inna wymowa tego imienia: Hiromu)
- 宏, „szeroki”
- 洋, „ocean/morze”
- 溥, „duży/szeroki”
- 裕, „dostatek” (Występuje także inna wymowa tego imienia: Yutaka)
- 博一, „wystawa, jeden”
- 博士, „wystawa, dżentelmen/samuraj”
- 浩司, „wielki, kontrola”
- 裕史, „dostatek, historia”.

## Znane osoby
- Hiroshi Aoyama (博一), japoński motocyklista
- Hiroshi Abe (寛), japoński model i aktor
- Hiroshi Abe (裕史), japoński astronom amator
- Hiroshi Hoketsu (寛), japoński jeździec sportowy
- Hiroshi Inagaki (浩), japoński reżyser filmowy
- Hiroshi Isoyama (博), japoński nauczyciel aikido (8. dan)
- Hiroshi Izumi (浩), japoński judoka i zawodnik mieszanych sztuk walki (MMA)
- Hiroshi Kaneda (宏), japoński astronom
- Hiroshi Kawahara (博), japoński lekarz, jeden z pierwszych japońskich neurologów
- Hiroshi Kurotaki, znany pianista japoński
- Hiroshi Maeue (博), japoński seryjny morderca nazywany „internetowym mordercą”
- Hiroshi Miyauchi (洋), japoński aktor
- Hiroshi Mitsuzuka (博), polityk japoński
- Hiroshi Mori (弘), japoński astronom amator
- Hiroshi Morie (博) znany jako Heath – basista japońskiego zespołu X JAPAN
- Hiroshi Nanami (浩), japoński piłkarz
- Hiroshi Ōguri (裕), japoński kompozytor
- Hiroshi Shimizu (宏), japoński reżyser
- Hiroshi Tada (宏), słynny nauczyciel aikido, 9 dan Aikikai
- Hiroshi Teshigahara (宏), japoński awangardowy reżyser filmowy
- Hiroshi Yamamoto (博), japoński łucznik
- Hiroshi Yamauchi (溥), japoński biznesmen

## Postacie fikcyjne
- Hiroshi (ひろし), bohater Dokonjō Gaeru
- Hiroshi Agasa (博士), bohater mangi i anime Detektyw Conan
- Hiroshi Akiba (博士), bohater mangi Inubaka
- Hiroshi Ichikawa (ヒロシ), bohater mangi i anime Wild Strikers
- Hiroshi Inaba (洋), główny bohater anime Cuticle Tantei Inaba
- Hiroshi Nakano (浩司), bohater mangi i anime Gravitation
- Hiroshi Tsukuba (洋), główny bohater serialu Kamen Rider
- Hiroshi Uchiyamada (洋), bohater mangi i anime Great Teacher Onizuka
- Hiroshi Wakato (弘), bohater mangi i anime The Prince of Tennis